# Ogcodes obscuripes
Ogcodes obscuripes är en tvåvingeart som beskrevs av Chvala 1980. Ogcodes obscuripes ingår i släktet Ogcodes och familjen kulflugor.
Artens utbredningsområde är Tjeckien. Inga underarter finns listade i Catalogue of Life.